# Hạ Mang
Đế Mang (chữ Hán: 帝芒 - trị vì: 2014 TCN –1997 TCN), cũng gọi là Hoang, là vị vua thứ 9 của nhà Hạ trong lịch sử Trung Quốc.

## Thân thế
Hạ Mang là con của Hạ Hòe – vua thứ 8 của nhà Hạ.

## Trị vì
Năm 2014 TCN, sau khi vua cha Hạ Hoè qua đời, Hạ Mang lên nối ngôi.
Hạ Mang làm vua trong 18 năm. Sử sách không chép rõ về hành trạng của ông trong thời gian làm vua.
Khoảng năm 1997 TCN, ông qua đời, con ông là Hạ Tiết lên nối ngôi.